# Dawson Highway
Der Dawson Highway ist eine Fernverkehrsstraße in Queensland, Australien. Er hat eine Länge von 630 km und verläuft in Ost-West-Richtung von Gladstone an der Ostküste Australiens über Springsure nach Tambo am Landsborough Highway.

## Verlauf

### Gladstone – Rolleston
Im Stadtzentrum von Gladstone zweigt der Dawson Highway nach Westen von der Staatsstraße 58 (Verbindung Benaraby–Gladstone–Mount Larcom) ab, führt am Calliope-Nationalpark entlang und quert kurz danach den Bruce Highway (NA1). Weiter westlich, in Biloela, quert er den Burnett Highway (A3) und führt in die Banana Ridge hinauf. In Banana kreuzt er den Leichhardt Highway (A5) und setzt seinen Weg durch Buschland fort. Nach der Querung des Comet River erreicht der Dawson Highway Rolleston.

### Rolleston – Springsure
Ab Rolleston übernimmt der Dawson Highway die Bezeichnung A7 vom dort südlich angeschlossenen Carnarvon Highway und führt 70 km weiter nach Nordwesten, wo er in Springsure in den Gregory Highway (A7) übergeht, der parallel zur Küste nach Norden führt.

### Springsure – Tambo
Ab Springsure heißt die Straße Dawson Developmental Road und trägt wieder die Nummer S60. Sie durchquert – teilweise unbefestigt – das Einzugsgebiet des Nogoa River nördlich des Carnarvon-Nationalparks in Richtung West-Südwesten. In Killarney Park biegt sie nach Süden ab und trifft 42 km weiter in Tambo auf den Landsborough Highway (NA2).